# Die Zaubergeige
Die Zaubergeige (título original en alemán; en español, El violín mágico) es una ópera en tres actos con música de Werner Egk y libreto del compositor y de Ludwig Andersen basado en el teatro de marionetas de Franz Graf von Pocci. Se estrenó el 22 de mayo de 1935 en Fráncfort del Meno.